# Тренчинске Митице
Тренчинске Митице (слч. Trenčianske Mitice) насељено је мјесто са административним статусом сеоске општине (слч. obec) у округу Тренчин, у Тренчинском крају, Словачка Република.

## Становништво
| Година:    | 1994. | 2004.   | 2014.   | 2024.    |
| ---------- | ----- | ------- | ------- | -------- |
| Број људи: | 735   | 716     | 773     | 877      |
| Разлика:   |       | -2,58 % | +7,96 % | +13,45 % |

| Година:    | 2023. | 2024.   |
| ---------- | ----- | ------- |
| Број људи: | 858   | 877     |
| Разлика:   |       | +2,21 % |

Према подацима о броју становника из 2024. године насеље је имало 877 становника.